# Bela taprurensis
Bela taprurensis é uma espécie de gastrópode do gênero Bela, pertencente a família Mangeliidae.